# Пил, Лора
Лора Пил (англ. Laura Peel, род. 29 сентября 1989 года, Канберра, Австралия) — австралийская фристайлистка (лыжная акробатика), двукратная чемпионка мира (2015, 2021). Обладательница Кубка мира по фристайлу в зачёте акробатики 2019/20.
Несла флаг Австралии на церемонии открытия зимних Олимпийских игр 2022 года.
За карьеру выиграла 8 этапов Кубка мира. Первая победа — 17 февраля 2022 года. Последняя победа — 19 марта 2023 года.

## Результаты на крупнейших соревнованиях

### Зимние Олимпийские игры
| Олимпийские игры | Акробатика | Командная акробатика |
| ---------------- | ---------- | -------------------- |
| 2014 Coчи        | 7          | н/д                  |
| 2018 Пхёнчхан    | 5          | н/д                  |
| 2022 Пекин       | 5          | —                    |

### Чемпионаты мира
| Чемпионат мира     | Акробатика | Командная акробатика |
| ------------------ | ---------- | -------------------- |
| 2011 Дир-Вэлли     | 11         | н/д                  |
| 2013 Восс          | 8          | н/д                  |
| 2015 Крайшберг     | 1          | н/д                  |
| 2017 Сьерра-Невада | 8          | н/д                  |
| 2019 Парк-Сити     | 4          | 7                    |
| 2021 Алма-Ата      | 1          | —                    |